# Fontenay (Saona i Loara)
Fontenay – miejscowość i gmina we Francji, w regionie Burgundia-Franche-Comté, w departamencie Saona i Loara.
Według danych na rok 1990 gminę zamieszkiwało 27 osób, a gęstość zaludnienia wynosiła 11 osób/km² (wśród 2044 gmin Burgundii Fontenay plasuje się na 881. miejscu pod względem liczby ludności, natomiast pod względem powierzchni na miejscu 1349.).